# دزین
دزین (به انگلیسی: Dezeen) یک مجلۀ برخط معماری، طراحی داخلی و طراحی مستقر در لندن، با دفاتری در هوکستون و همچنین قبلا در شهر نیویورک است.

## تاریخچه
دزین در لندن توسط مارکوس فیرز در پایان نوامبر ۲۰۰۶ میلادی راه‌اندازی شد. دفتر آن در شهر نیویورک در سال ۲۰۱۵ میلادی راه اندازی شد، با سردبیران مستقر در منهتن و سپس بروکلین، پیش از بسته‌شدن آن در پاییز سال ۲۰۲۰ میلادی.
از سال ۲۰۱۸ میلادی، این مجله جوایز دزین سالانه را به افتخار دستاوردهای بهترین معماری، طراحی داخلی و طراحی در سراسر جهان راه‌اندازی کرد. تا کنون دو اثر معماری ایرانی یعنی موزه کارخانه آرگو در سال 2022 در بخش ساختمان فرهنگی سال، و پلازای مترو جهاد در سال 2023 در بخش زیرساخت و حمل و نقل، برنده جایزه دزین شده‌اند.
در مارس ۲۰۲۱ میلادی، دزین توسط گروه رسانه‌ای جی‌پی/پولیتیکن هوس دانمارکی خریداری شد. دزین اولین خرید جی‌پی/پولیتیکن هوس در خارج از اسکاندیناوی است. این خرید بخشی از استراتژی ۲۰۲۵ جی‌پی/پولیتیکن هوس برای افزایش درآمد از ۳ میلیارد به ۵ میلیارد کرون است. در زمان خرید، این وب‌گاه بیش از ۳ میلیون بازدید‌کنندۀ ماهانۀ منحصر به فرد و بیش از ۶٫۵ میلیون دنبال‌کنندۀ رسانه‌های اجتماعی داشت.
پذیرش
دزین در سال ۲۰۱۲ میلادی توسط روزنامۀ ایندیپندنت به عنوان بهترین وب‌نوشت معماری انتخاب شد، و روزنامۀ تایمز این مجله را در لیست «۵۰ وب‌گاه برتر که نمی‌توانید بدون آن‌ها زندگی کنید» در سال ۲۰۱۳ میلادی قرار داد. دزین همچنین در فهرست «طرح ۱۰۰» مجلۀ تایم از «تأثیرگذارترین نیروها در طراحی جهانی» قرار گرفت.